# Craig Alexander
Craig Alexander (født 22. juni 1973) er en australsk triatlet, som er tredobbelt verdensmester på ironman-distancen.
Han er desuden dobbelt verdensmester på den halve ironman-distance også kendt som Ironman 70.3.
Han er gift med Nerida "Neri" Alexander, med hvem han fik børnene Lucy i 2005 og Austin i 2009. Familien er bosat i Cronulla, New South Wales, Australien. Familien bor desuden i Boulder, Colorado i USA en del af året af hensyn til Alexanders træning.

## Ironman
I sin ironmandebut i 2007 endte han på en 2. plads ved verdensmesterskaberne på Hawaii, kun slået af landsmanden Chris McCormack. Craig Alexander tog revanche de to følgende år, hvor han tog titlen i både 2008 og 2009. Med sin anden sejr blev han samtidigt den 4. triatlet på herresiden efter Dave Scott, Mark Allen, and Tim DeBoom til at forsvare sin titel året efter. I 2010 genvandt Chris McCormack titlen efter at have orkestreret en isolering af Alexander på cykeldelen. I 2011 havde Alexander forbedret sin cykling væsentligt og vandt titlen i ny rekord for Hawaii stævnet. Rekorden lød på 8:03:56 og slettede dermed Luc van Lierdes rekord på 8:04:08 fra 1996. Med sejren i 2011 blev Alexander den 4. herre til at vinde VM-titlen 3 gange efter Dave Scott, Mark Allen og Peter Reid.

## Tidlig karriere
Craig Alexander startede sin triatlon karriere i 1994 efter at have spillet fodbold og deltaget i livredningskonkurrencer. Han forsøgte at blive en del af det australske hold til de olympiske lege i Sidney i 2000, men var ikke i nærheden af A-holdet.

## Ironman World Championship (Hawaii)
- Guld 2011 i 8:03:56
- Guld 2009 i 8:20:21
- Guld 2008 i 8:17:45
- Sølv 2007 i 8:19:04

## Væsentlige internationale mesterskaber
- Guld 2012 Ironman Asia Pacific Championship
- Guld 2011 Ironman 70.3 World Championship
- Guld 2011 Ironman Coeur d’Alene
- Guld 2006 Ironman 70.3 World Championship